# Union List of Artist Names
La Union List of Artist Names (ULAN) è un database online di catalogazione contenente circa 293 000 nomi ed altri dati relativi ad artisti di proprietà del Getty Union Research Institute. I nomi presenti nel database comprendono nomi propri, nomi d'arte e pseudonimi, varianti lessicali e ortografiche, denominazioni in più lingue e nomi modificatisi nel tempo (per esempio, cognome dopo il matrimonio). Per ogni voce, uno di questi nomi è identificato come nome preferenziale.

## Caratteristiche
Sebbene si presenti come un elenco, il database dell'ULAN è in realtà strutturato come un thesaurus conforme ai relativi standard ISO e NISO e in quanto tale possiede relazioni gerarchiche, di equivalenza e associative.
Ogni record è focalizzato su un artista e allo stato il database ULAN contiene riferimenti relativi a 120 000 artisti. Ogni record specifico di un artista, denominato anche soggetto, possiede un identificativo numerico univoco. A ogni record sono collegati nomi, artisti correlati, fonti documentali e note. L'arco temporale coperto spazia dall'antichità all'epoca contemporanea, con copertura geografica mondiale.
Il database comprende i nomi propri degli artisti e altre informazioni associate. Vengono catalogati come artisti sia persone individuali che gruppi di persone in attività collaborative (corporate bodies). In generale, gli artisti catalogati sono creatori direttamente coinvolti nella concezione o nella produzione di opere nel settore delle arti visive e dell'architettura; sono presenti anche esecutori di performance, escludendo però da questi attori, danzatori o altri artisti del mondo dello spettacolo. Sono catalogate anche collezioni e alcuni donatori..

## Storia
L'attività dell'ULAN ha avuto inizio nel 1984, quando la famiglia Getty decise di raccogliere e coordinare in modo sistematico le informazioni ai fini della produzione automatica di documenti da parte della Fondazione Paul Getty. All'epoca, la famiglia gestiva già l'Art & Architecture Thesaurus (AAT) ma si trovò di fronte alle richieste da parte dei progetti della Fondazione di avere a disposizione cataloghi strutturati di nomi degli artisti (ULAN) e di nomi geografici (TGN). Nel 1987 fu istituito un dipartimento dedicato alla definizione della terminologia per la compilazione e la distribuzione e gli sviluppi e modifiche dell'ULAN avvennero grazie al contributo degli utenti e dell'attività editoriale del Getty Vocabulary Program.
Nonostante originariamente fosse concepito per uso interno da parte dei progetti Getty, il mondo dell'informazione artistica espresse la necessità di utilizzare i dati dell'ULAN e la famiglia Getty concesse un uso allargato sulla falsariga di quanto già fatto in precedenza per l'Art & Architecture Thesaurus.